# Broni
Broni là một đô thị ở tỉnh Pavia trong vùng Lombardia của Ý, có cự ly khoảng 45 km về phía nam của Milan và khoảng 15 km về phía đông nam của Pavia. Tại thời điểm ngày 31 tháng 12 năm 2004, đô thị này có dân số 9.279 người và diện tích là 20,9 km².
Broni giáp các đô thị sau: Albaredo Arnaboldi, Barbianello, Campospinoso, Canneto Pavese, Cigognola, Pietra de' Giorgi, Redavalle, San Cipriano Po, Stradella.